# Episodi di Love, American Style (prima stagione)
La prima stagione della serie televisiva Love, American Style è stata trasmessa in anteprima negli Stati Uniti d'America dalla ABC tra il 29 settembre 1969 e il 27 marzo 1970.
| nº | Titolo originale                                                                                   | Titolo italiano | Prima TV USA      | Prima TV Italia |
| -- | -------------------------------------------------------------------------------------------------- | --------------- | ----------------- | --------------- |
| 1  | Love and a Couple of Couples / Love and the Hustler / Love and the Pill                            |                 | 29 settembre 1969 |                 |
| 2  | Love and the Living Doll / Love and the Letter / Love and the Joker / Love and the Unlikely Couple |                 | 6 ottobre 1969    |                 |
| 3  | Love and the Phone Booth / Love and the Doorknob                                                   |                 | 13 ottobre 1969   |                 |
| 4  | Love and the Legal Agreement / Love and the Militant / Love and Who?                               |                 | 20 ottobre 1969   |                 |
| 5  | Love and the Modern Wife / Love and the Phonies / Love and the Single Couple                       |                 | 27 ottobre 1969   |                 |
| 6  | Love and the Dating Computer / Love and the Busy Husband / Love and the Watchdog                   |                 | 3 novembre 1969   |                 |
| 7  | Love and Take Me Along / Love and the Advice-Givers / Love and the Geisha                          |                 | 10 novembre 1969  |                 |
| 8  | Love and the Burglar / Love and the Roommate / Love and the Wild Party                             |                 | 17 novembre 1969  |                 |
| 9  | Love and the Big Leap / Love and the Good Deal / Love and the Former Marriage                      |                 | 24 novembre 1969  |                 |
| 10 | Love and Mother / Love and the Dummies / Love and the Athlete / Love and the Shower                |                 | 1º dicembre 1969  |                 |
| 11 | Love and the Mountain Cabin / Love and the Divorce Sale / Love and the Comedy Team                 |                 | 8 dicembre 1969   |                 |
| 12 | Love and the Positive Man / Love and the Other Love / Love and the Bachelor                        |                 | 22 dicembre 1969  |                 |
| 13 | Love and the Medium / Love and the Bed / Love and the High School Flop-Out                         |                 | 29 dicembre 1969  |                 |
| 14 | Love and the Pick-Up / Love and the Proposal / Love and the Fighting Couple                        |                 | 5 gennaio 1970    |                 |
| 15 | Love and the Boss's Ex / Love and Mr. Nice Guy / Love and the Gangster                             |                 | 12 gennaio 1970   |                 |
| 16 | Love and Those Poor Crusaders' Wives / Love and the Big Night / Love and the V.I.P. Restaurant     |                 | 23 gennaio 1970   |                 |
| 17 | Love and the Nervous Executive / Love and the Hitchhiker / Love and the Great Catch                |                 | 30 gennaio 1970   |                 |
| 18 | Love and the Banned Book / Love and the First-Nighters / Love and the King                         |                 | 6 febbraio 1970   |                 |
| 19 | Love and the Coed Dorm / Love and the Optimist / Love and the Teacher                              |                 | 13 febbraio 1970  |                 |
| 20 | Love and the Safely Married Man / Love and the Uncoupled Couple / Love and the Many Married Couple |                 | 20 febbraio 1970  |                 |
| 21 | Love and Las Vegas / Love and the Good Samaritan / Love and the Marriage Counselor                 |                 | 27 febbraio 1970  |                 |
| 22 | Love and the Other Guy / Love and Grandma                                                          |                 | 6 marzo 1970      |                 |
| 23 | Love and the Fly / Love and the Millionaires / Love and Double Trouble                             |                 | 13 marzo 1970     |                 |
| 24 | Love and the Minister / Love and the Geisha / Love and the Singles Apartment                       |                 | 27 marzo 1970     |                 |